# پردیس سینمایی باغ کتاب
پردیس سینمایی باغ کتاب یک پردیس سینمایی در عباس‌آباد تهران، ایران است.
این پردیس سینمایی که جزئی از مجموعه باغ کتاب تهران محسوب می‌شود در بهمن ۱۳۹۶ با ۱۰ سالن افتتاح شده‌است.